# Pristanoyl-coenzyme A
La pristanoyl-coenzyme A, généralement écrite pristanoyl-CoA, est la forme activée de l'acide pristanique, c'est-à-dire le thioester que forme ce dernier avec la coenzyme A. Il résulte notamment de l'α-oxydation de l'acide phytanique dans les peroxysomes, préalable indispensable à la dégradation de celui-ci par β-oxydation.